# Zabano
Zabano (... – post 584) è stato un duca longobardo, duca di Pavia durante il Periodo dei Duchi (dal 574 al 584).

## Biografia
Come comandante militare fu coinvolto nell'invasione longobarda del nord Italia nel 568, sotto la guida del re Alboino, Zabano divenne in seguito dux (duca) della città di Ticinum (Pavia). Già capitale del Regno Longobardo, dopo la morte del re Clefi Pavia era rimasta il centro di un grande ducato, uno dei trentacinque nei quali lo Stato dei Longobardi era diviso. Sembra che, essendo stato il duca di quella che era stata precedentemente la capitale, Zabano aveva una certa superiorità fra i duchi suoi pari e potrebbe aver agito come loro comandante in capo.
Nel 574, Zabano invase le terre del re franco Gontrano, re dei Burgundi, dove oggi si trova la Svizzera, ma respinto venne costretto a tornare in Italia.
Nel 575 Zabano, assieme ad Amone duca di Torino e Rodano duca di Asti, invase la Provenza fino alla valle del Rodano ma venne sconfitto da Ennio Mummolo, generale gallo-romano della Borgogna.
Amone passando da Embrun si accampò vicino a Manosque. Rodano assediò Grenoble e Zabano passando per la valle della Durance, verso Die, assediò Valence.
Mummolo salvò la città di Grenoble fermando il duca Rodano, egli quindi con il suo esercito di 500 uomini si unì alle forze di Zabano. I due quindi marciarono su Embrun, la saccheggiarono e incontrarono l'esercito di Mummolo. Sconfitti, si ritirarono a Susa, in Italia, che allora era ancora un possedimento Bizantino del magister militum Sisinno per conto dell'imperatore Giustino II, egli col suo esercito riuscì a scacciarli.
Amone invece sottomise con successo le regioni di Arles e Marsiglia, grazie anche alla presenza di un esercito di Sassoni che aveva accompagnato i Longobardi fino a Estoublon. L'esercito sassone principale, in ogni caso, scelse la pace. Quando però i Sassoni giunsero al Rodano, furono fermati da Mummolo, che astutamente gli concesse il passaggio, dietro pagamento di un alto prezzo in oro di parte dei loro saccheggi in Provenza. Amone rimasto solo dovette fuggire con i suoi rincorso da Mummolo e dovette persino abbandonare il suo bottino mentre riattraversava le Alpi.
Essi nel 576 occuparono nuovamente Susa, assieme alle vallate, quindi Gontrano in accordo con l'imperatore bizantino Giustino II, inviò il generale Mummolo che invase quindi l'Italia e costrinse Zabano, Amone e Rodano a ritornare nei loro ducati. Il regno franco di Borgogna di Gontrano fu quindi esteso a spese dei Longobardi, includendo le città cisalpine di Aosta assieme alla Valle d'Aosta e Susa con Cesana e Oulx, alla Val di Susa e alle Valli di Lanzo.
In seguito divenne duca di Pavia il condottiero e comandante dell'esercito reale Sundrarit.

### Fonti primarie
- (LA)  Paolo Diacono, Historia Langobardorum, in  Georg Waitz (a cura di), Monumenta Germaniae Historica, Hannover, 1878,  Scriptores rerum Langobardicarum et Italicarum saec. VI–IX, 12–219. Trad .it:  Paolo Diacono, Storia dei Longobardi, a cura di Lidia Capo, Milano, Lorenzo Valla/Mondadori, 1992, ISBN 88-04-33010-4. Testo disponibile su Wikisource.

### Letteratura storiografica
- Lidia Capo, Commento, in Paolo Diacono, Storia dei Longobardi, Milano, Lorenzo Valla/Mondadori, 1992, ISBN 88-04-33010-4.
- Thomas Hodkin, Italy and her Invaders, Clarendon Press, 1895.
- Jörg Jarnut, Storia dei Longobardi, traduzione di Paola Guglielmotti, Torino, Einaudi, 1995  [1982], ISBN 88-06-13658-5.
- Sergio Rovagnati, I Longobardi, Milano, Xenia, 2003, ISBN 88-7273-484-3.
- Goffredo Casalis, Dizionario geografico, storico, statistico, commerciale degli stati di S. M. il Re di Sardegna, Torino 1833-1856